# Judgment Day (2002)
Judgment Day (2002) — четвёртое в истории шоу Judgment Day, PPV-шоу производства World Wrestling Entertainment (WWE). Шоу проходило 19 мая 2002 года в «Гэйлорд Энтертэймент-центр» в Нашвилл, Теннесси, США.
Это событие стало первым PPV промоушена, проведенным под названием WWE после смены прежнего названия, World Wrestling Federation (WWF), за две недели до события, хотя рекламные материалы, выпущенные до 10 мая 2002 года, все еще носили логотип WWF. Темой этого мероприятия стала песня «Broken» хард-рок группы 12 Stones.

## Результаты
| Номер                            | Матч                                                                                          | Тип матча                                                  | Время |
| -------------------------------- | --------------------------------------------------------------------------------------------- | ---------------------------------------------------------- | ----- |
| Пре-шоу                          | Уильям Ригал победил Ди’Ло Брауна                                                             | Одиночный матч за титул чемпиона Европы WWE                | 06:22 |
| 1                                | Эдди Герреро победил Роба Ван Дама                                                            | Одиночный матч за титул интерконтинентального чемпиона WWE | 10:17 |
| 2                                | Триш Стратус (с) (с Буббой Реем Дадли) победила Стэйси Киблер (с Дивоном и Дьяконом Батистой) | Одиночный матч за титул чемпиона WWE среди женщин          | 02:54 |
| 3                                | Брок Леснар и Пол Хейман победили «Братьев Харди» (Мэтт и Джефф)                              | Командный матч                                             | 04:46 |
| 4                                | Стив Остин победил Биг Шоу и Рика Флэра                                                       | Гандикап-матч                                              | 15:36 |
| 5                                | Эдж победил Курта Энгла                                                                       | Матч «Волосы против волос»                                 | 15:30 |
| 6                                | Трипл Эйч победил Криса Джерико                                                               | Матч «Ад в клетке»                                         | 24:31 |
| 7                                | Рикиши и Рико победили Билли и Чака (с)                                                       | Командный матч за титулы командных чемпионов WWE           | 03:50 |
| 8                                | Гробовщик победил «Голливуда» Халка Хогана (с)                                                | Одиночный матч за титул неоспоримого чемпиона WWE          | 11:17 |
| (c) — чемпион на момент поединка |                                                                                               |                                                            |       |